# Anania plectilis
Anania plectilis is een vlinder uit de familie van de grasmotten (Crambidae), uit de onderfamilie van de Pyraustinae. De wetenschappelijke naam van deze soort is voor het eerst voorgesteld als Botys plectilis door Augustus Radcliffe Grote en Coleman Townsend Robinson in een publicatie uit 1867.
De soort komt voor in de oostelijke helft van Canada (Ontario, Quebec, Newfoundland, Labrador) en van de Verenigde Staten (Minnesota, Oklahoma, Tennessee, North Carolina, Florida).